# Haemaphysalis pedetes
Haemaphysalis pedetes är en fästingart som beskrevs av Harry Hoogstraal 1972. Haemaphysalis pedetes ingår i släktet Haemaphysalis och familjen hårda fästingar. Inga underarter finns listade i Catalogue of Life.